# Zoothera talaseae
Zoothera talaseae là một loài chim trong họ Turdidae.